# Русские в Армении
Русские в Армении — этническое меньшинство в Республике Армении, до 2022 г составлявшее около 11,9 тысяч человек или 0,39 % населения республики. Ранее численность и удельный вес русских в республике были несколько больше, но после Спитакского землетрясения (1988), распада СССР (1991), конфликта в Карабахе, турецкой и азербайджанской блокады и последующего резкого экономического спада социально-экономическое положение русских, занятых преимущественно в промышленности, научной сфере и городском хозяйстве, значительно ухудшилось. Большинство из них эмигрировало из страны в Российскую Федерацию сразу же после Спитакского землетрясения и в первые годы независимости.
Новая волна эмиграции россиян в Армению началась в 2022 году.

## История русской диаспоры

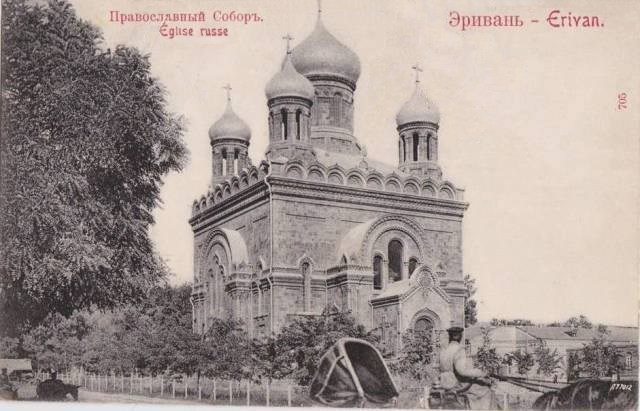
Русский православный Никольский собор в Ереване (начало XX века)

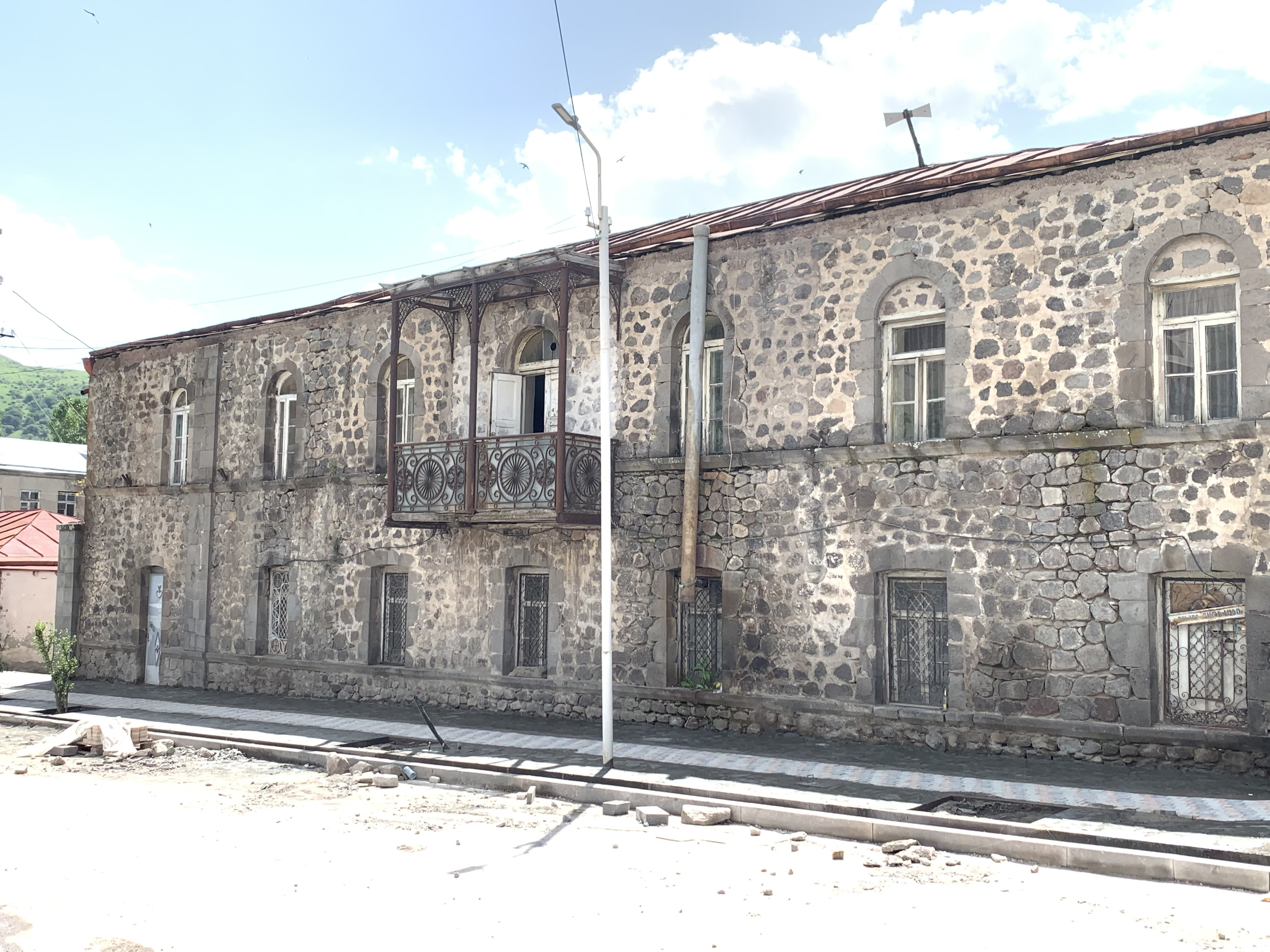
Здание русской школы XIX века в Горисе

Русские в Армении представлены тремя поколениями миграции: старожилами, мигрантами советского времени и "релокантами", которые различаются в социальном и культурном плане, а также по степени привязанности к Армении.
Русское старожильческое население сложилось во второй четверти XIX века, когда в результате правительственных мер в Восточной и Северной Армении образовался русский этнический массив, в формировании которого участвовали военные поселяне и крестьяне. Это было связано прежде всего с политикой царского правительства по освоению вновь приобретённых территорий, в том числе и с помощью русских переселенцев. Данные меры должны были способствовать увеличению численности мирного населения и уменьшению армейских подразделений, дислоцированных в крае.
Первое поселение духоборов из донских казаков возникло в 1831 году под названием Кизил-Кишлак (Карабахская провинция). В 1832 году сосланные сектанты Тамбовской губернии основали первое молоканское село — Базарчай (на территории бывшего Нахичеванского ханства, ныне затоплено водами Спандарянского водохранилища, как и соседнее православное село Борисовка). Большинство русских поселений были образованы в 1842 году переселением из Тамбовской, Тульской, Саратовской, Воронежской и других губерний центральной земледельческой области Европейской России. В 1880-е годы на территории, ограниченной современными границами Республики Армения, находилось 23 русских селения, в которых проживало 11 283 человека, в том числе 6 православных населённых пунктов (2736 человек, или 24,4 %) и 17 «сектантских» (8547 человек, или 75,6 %). Самым крупным селением являлась Воронцовка — религиозный центр молокан всего Закавказья, население которого составляло около 2300 чел. Молокане были определяющим компонентом русского этноса в Восточной Армении благодаря численному преобладанию и прочному экономическому положению, сильной роли религии.
Кроме крестьян, в Армении селились русские офицеры и администраторы. С момента своего появления на территории будущей республики в XIX веке, русские играли важную роль во всех сферах жизни страны, особенно в советский период, и в первую очередь в её столице — городе Ереване. Массовая эмиграция начала 1990-х привела к значительному старению русского населения страны и ухудшению его демографических показателей.

## Демография и расселение

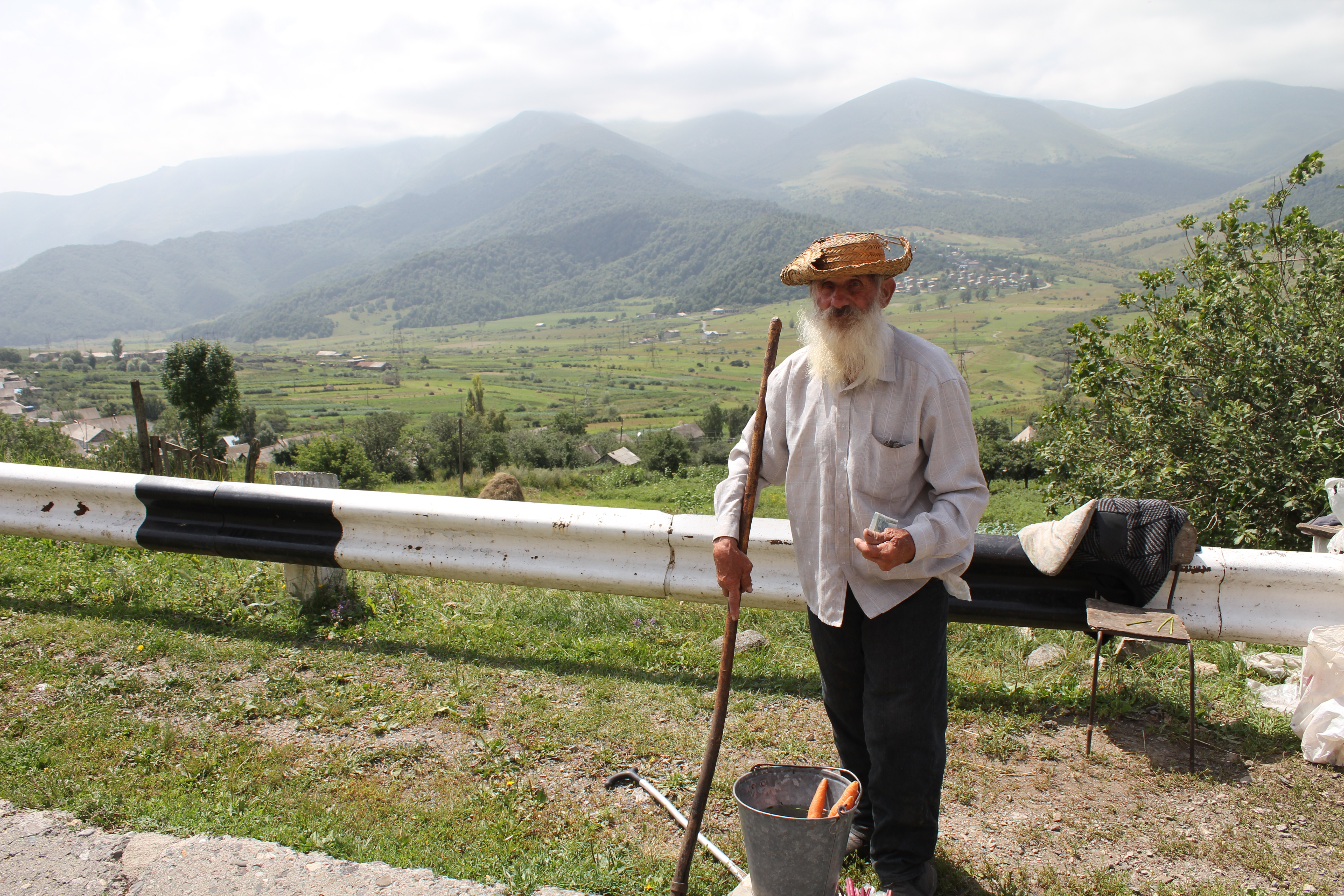
Русский-молоканин, село Лермонтово. Армения, 2012

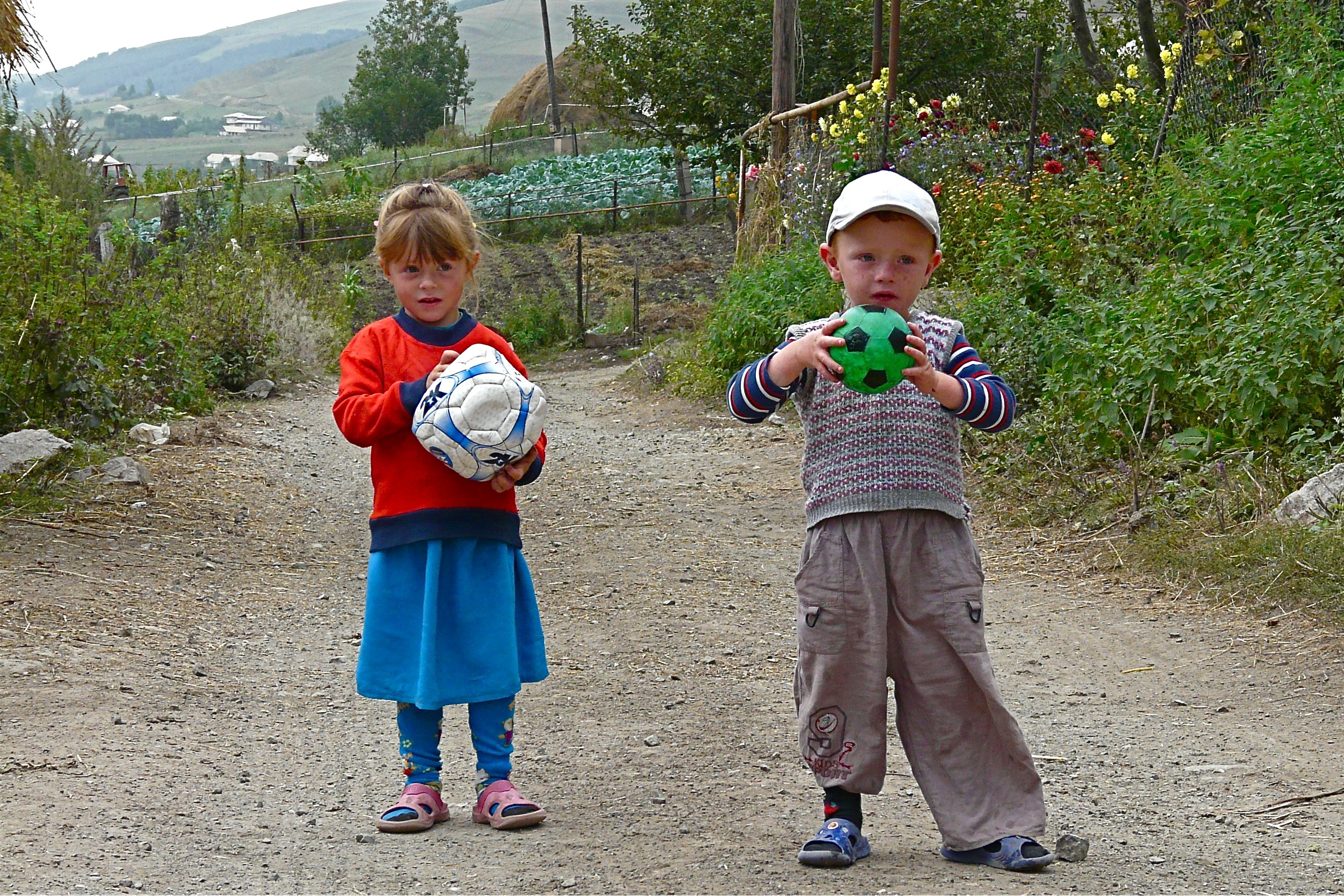
Молокане, село Фиолетово. Армения, 2008

Русское население современной Армении, равно как и Армянской ССР, было и остаётся исторически сконцентрировано в городах республики, хотя на северо-востоке страны имеются и русские сёла, прежде всего — Лермонтово и Фиолетово. Также русские составляют часть населения сёл Благодарное, Медовка, Михайловка, Новосельцево, Петровка, Привольное, Пушкино, Саратовка, Свердлов и города Ташир, выросшего из русского села Воронцовка, в Лорийской области; сёл Семёновка и Чкаловка, городов Севан (бывшее село Еленовка) и Чамбарак (бывшее село Михайловка, Красносельск) Гехаркуникской области. Значительная часть русских (до половины всех русских республики в разные годы) проживала в столице страны — городе Ереване, хотя их доля редко составляла более 5 % его населения.
Активная миграция русских из Армении началась после Спитакского землетрясения в декабре 1988 года. Все районы компактного проживания русского населения оказались в зоне стихийного бедствия. Тем не менее, с 90-х годов XX века русские образуют вторую по численности этническую общину в Армении (после езидов).
Резкий всплеск численности выходцев из России, различных национальностей, произошёл в 2022 году, на фоне начала российско-украинской войны, и мобилизации в России. По состоянию на декабрь 2022 года в Армении проживало не менее 40 тысяч новоприбывших россиян, это чуть больше одного процента всего населения страны. Премьер-министр страны Никол Пашинян объявил, что приток россиян положительно влияет на экономику Армении: в том числе благодаря им экономический рост в Армении в 2022 году составил 12,5 %. Многие релоканты указывают, что в Армении, в отличие от многих других стран, «отсутствует политическая русофобия»."Чистая релокация за 2022 год — примерно 108—110 тысяч граждан. То есть столько россиян приехали в Армению и остались на постоянное проживание", — отметил в марте 2023 года министр экономики страны Ваган Керобян. Он указал, что благодаря переезду россиян был обеспечен значительный рост армянской экономики: из общего прироста в 12,6 % «релокация создала более 3 процентных пунктов»
В декабре 2023 года «Gallup International Association» провел социологический опрос на тему отношения жителей Армении к притоку в страну россиян. Результаты опроса показали что  около 75,6 % жителей Армении положительно оценивают приезд в страну большого количества россиян

### Динамика численности
| Русские в населении Армении | 1926 г., перепись | 1939 г., перепись | 1959 г., перепись | 1970 г., перепись | 1979 г., перепись | 1989 г., перепись | 2001 г., перепись | 2011 г., перепись | 2025 г., перепись |
| Численность, чел            | 19 548            | 51 464            | 56 477            | 66 108            | 70 336            | 51 555            | 14 660            | 11 911            | 110 000           |
| Доля, %                     | 2,22              | 4,01              | 3,20              | 2,65              | 2,32              | 1,56              | 0,46              | 0,39              | 4                 |

По переписи 2011 года среди русских Армении доля женщин значительно превышает долю мужчин, составляя 67,97 %. Для сравнения, среди граждан России, проживающих в Армении (13351 человек), доля мужчин значительно выше доли женщин — 53,68 %.

### Расселение
| Адм.-терр. единица     | Перепись 2001 года | Доля населения адм.-терр. единицы | Перепись 2011 года | Доля населения адм.-терр. единицы |
| ---------------------- | ------------------ | --------------------------------- | ------------------ | --------------------------------- |
| Армения, всего         | 14660              | 0,46 %                            | 11911              | 0,39 %                            |
| Ереван                 | 6684               | 0,61 %                            | 4940               | 0,47 %                            |
| Арагацотнская область  | 179                | 0,13 %                            | 180                | 0,14 %                            |
| Араратская область     | 418                | 0,15 %                            | 436                | 0,17 %                            |
| Армавирская область    | 480                | 0,17 %                            | 426                | 0,16 %                            |
| Вайоцдзорская область  | 71                 | 0,13 %                            | 77                 | 0,15 %                            |
| Гехаркуникская область | 430                | 0,18 %                            | 328                | 0,14 %                            |
| Котайкская область     | 684                | 0,25 %                            | 590                | 0,23 %                            |
| Лорийская область      | 3882               | 1,36 %                            | 3152               | 1,34 %                            |
| Сюникская область      | 253                | 0,17 %                            | 259                | 0,18 %                            |
| Тавушская область      | 531                | 0,40 %                            | 423                | 0,33 %                            |
| Ширакская область      | 1048               | 0,37 %                            | 1100               | 0,44 %                            |

## Культура

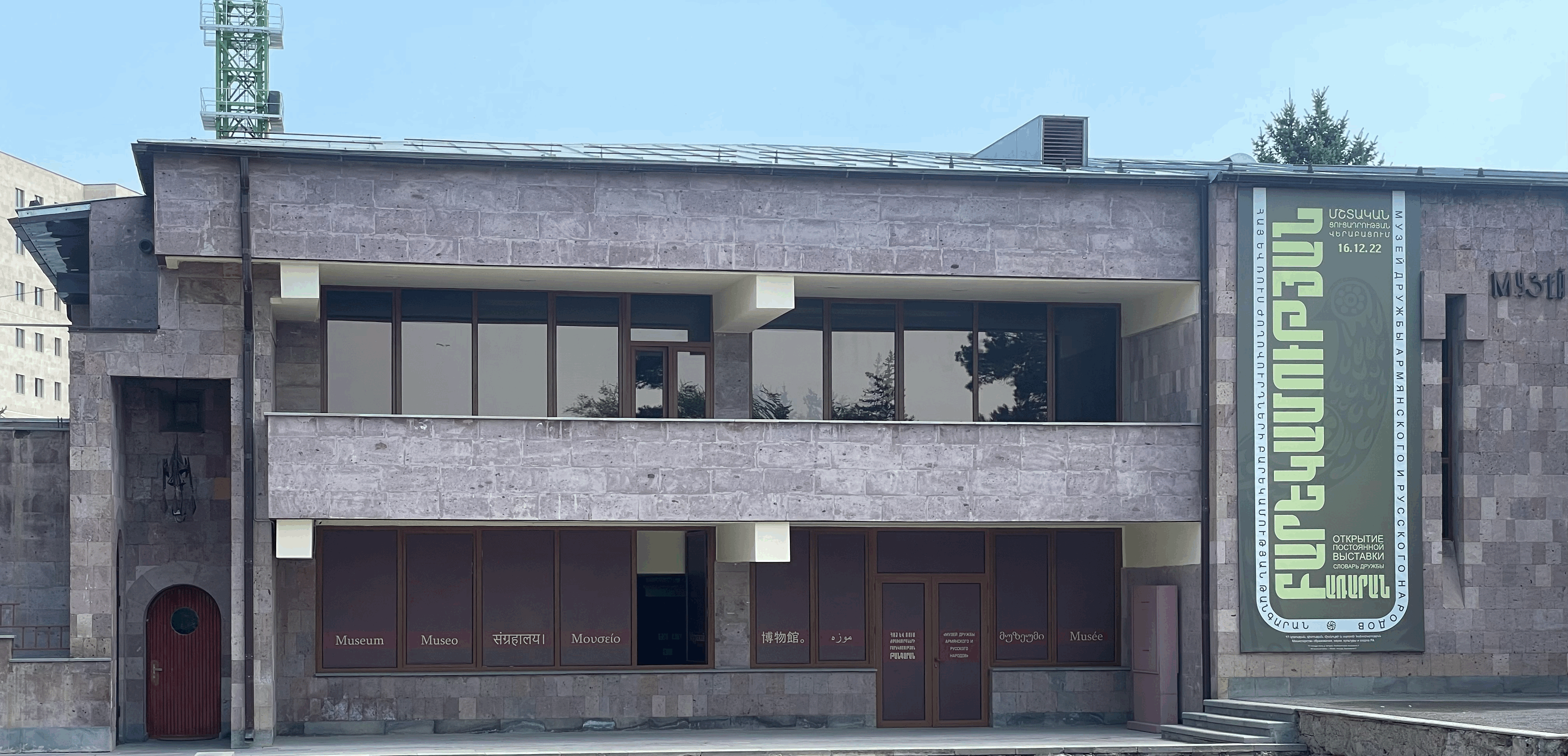
Музей дружбы русского и армянского народов, Абовян. Открыт 16 декабря 1982 года

Как указывал в 2007 году гендиректор Фонда помощи и содействия России соотечественникам в Армении Иван Семёнов, среди тех, кто не покинул Армению, около половины составляют члены смешанных семей, причём среди потомков русских сильны явления языковой и этнической ассимиляции армянами. Тем не менее, у русских в Армении отмечался рост этнического самосознания и стремление к внутриэтническому объединению, благодаря чему были созданы русские культурные центры и общественные организации.
В Армении издаются газеты и журналы на русском языке: «Голос Армении», «Новое время», «Собеседник», «Русский язык в Армении». В республике транслируются программы российских телеканалов, ежедневные новости на русском языке на армянских телеканалах, работает русский драматический театр. Правительство Армении также ежегодно выделяет средства для деятельности русской общины. Ряд заведений общепита ориентированы на россиян и организуют соответствующие культурные программы: "Релокант", "Мама-джан", "ПЭУ".
22 апреля 2022 года на Пушкинском перевале был открыт памятник А. С. Пушкину. В церемонии открытия приняла участие большая делегация, в том числе посол России в Армении Сергей Копыркин и посол Армении в России Вагаршак Арутюнян, а также депутат Государственной думы РФ Александр Карелин и другие члены общественных и политических организаций.

## Образование
После принятия в 1993 году закона «О языке», всё делопроизводство и обучение было переведено на армянский язык, при этом резко сократилось количество русских факультетов в техникумах и вузах, часть квалифицированных русскоязычных специалистов вынуждена была уехать. 
По состоянию на 2023 г. в Ереване действует 5 государственных и 2 частных школы, в которых преподавание идёт на русском языке, а армянский язык преподаётся как иностранный. В 40 государственных средних школах остались русские классы, где по закону «О языке» имеют право обучаться только дети этнических русских, граждан России и детей от смешанных браков. Обучение в русских классах проводится по российским программам, а учебники предоставляются правительством Москвы, но большинство предметов преподаётся на армянском.
Единственным вузом с преподаванием программы на русском языке, и изучением армянского как иностранного, остался Российско-армянский университет.

## Мемориалы и монументы

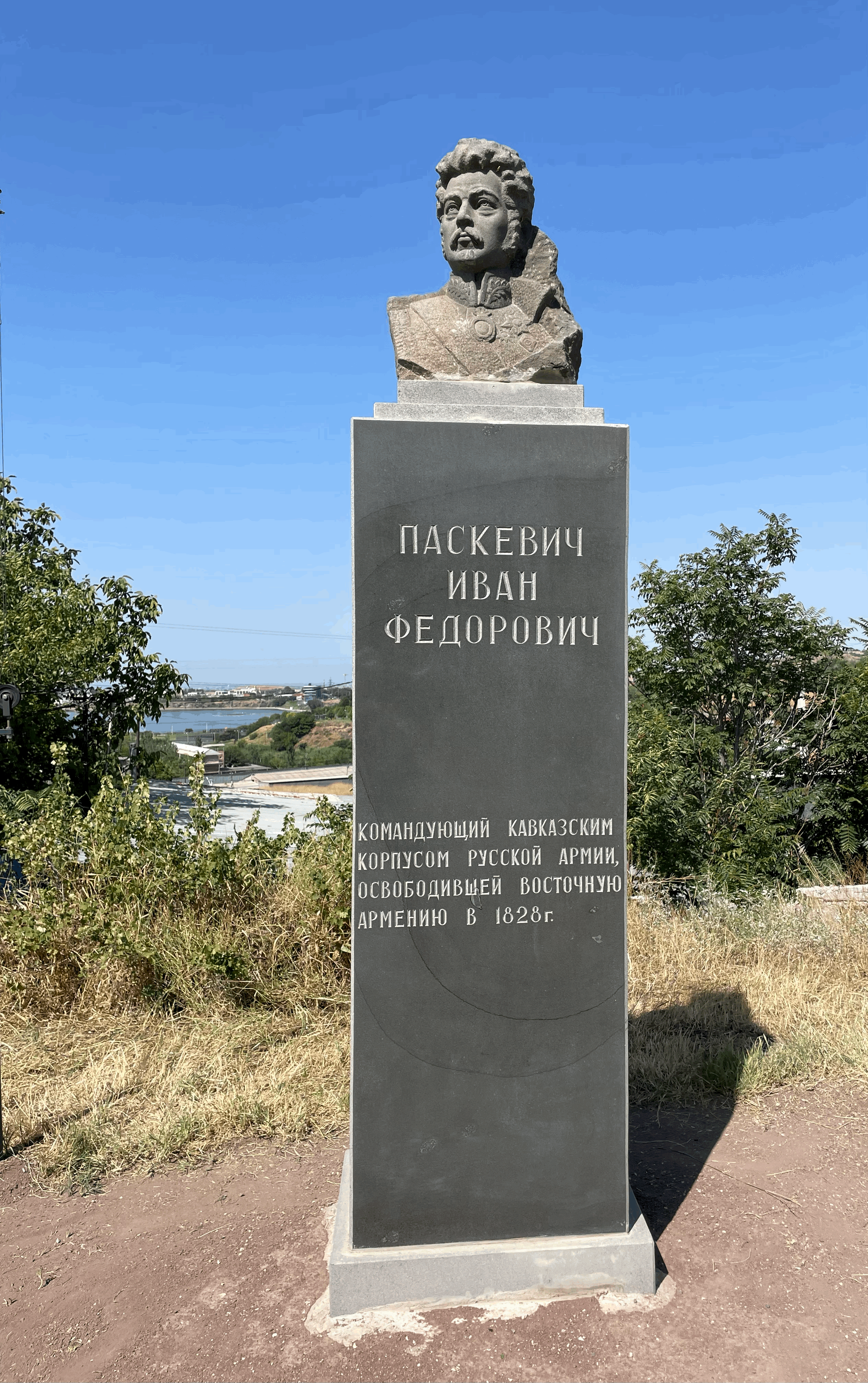
Бюст И. Ф. Паскевича, Ереван
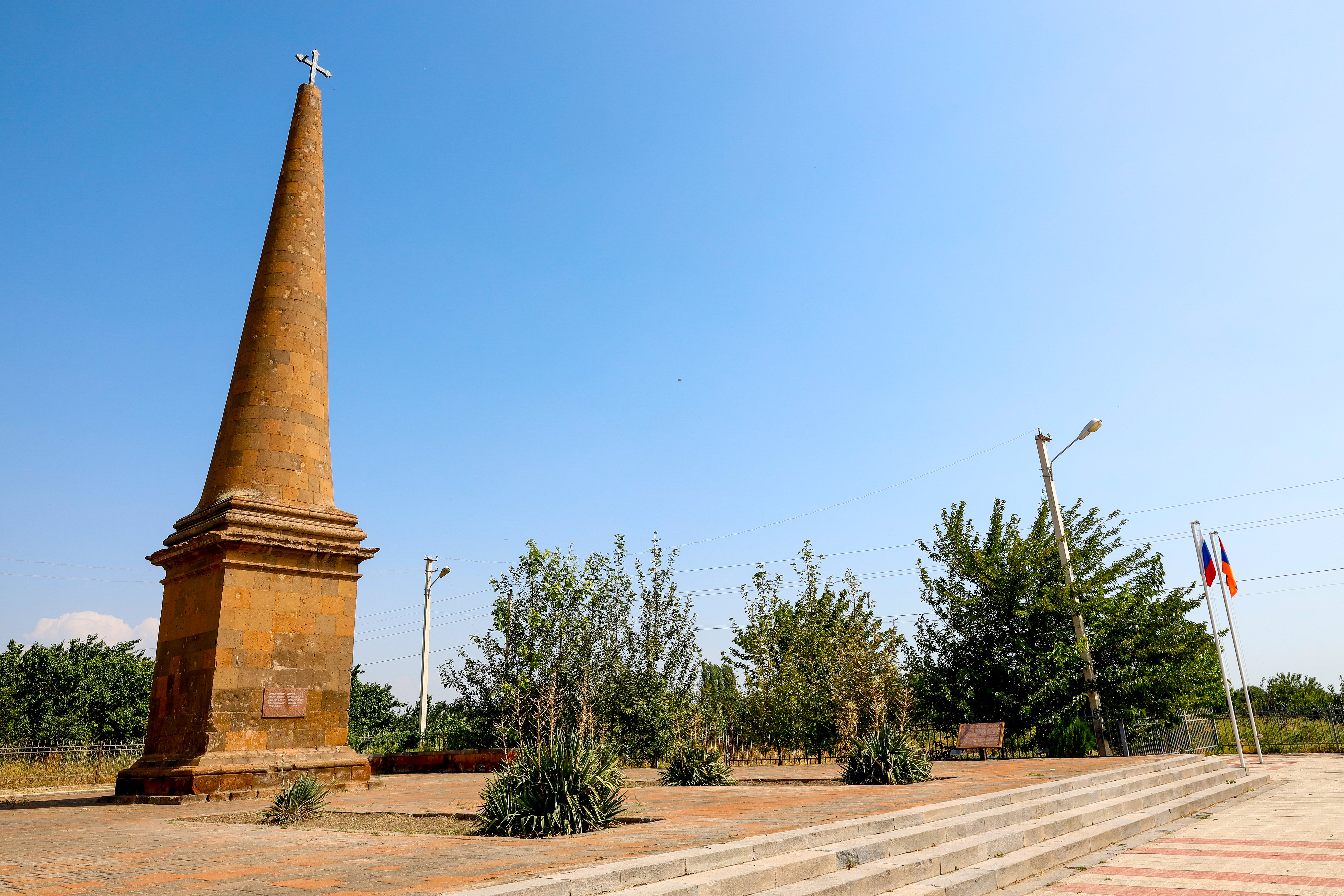
Обелиск в память о русских воинах, принимавших участие в Ошаканской битве, недалеко от Эчмиадзина
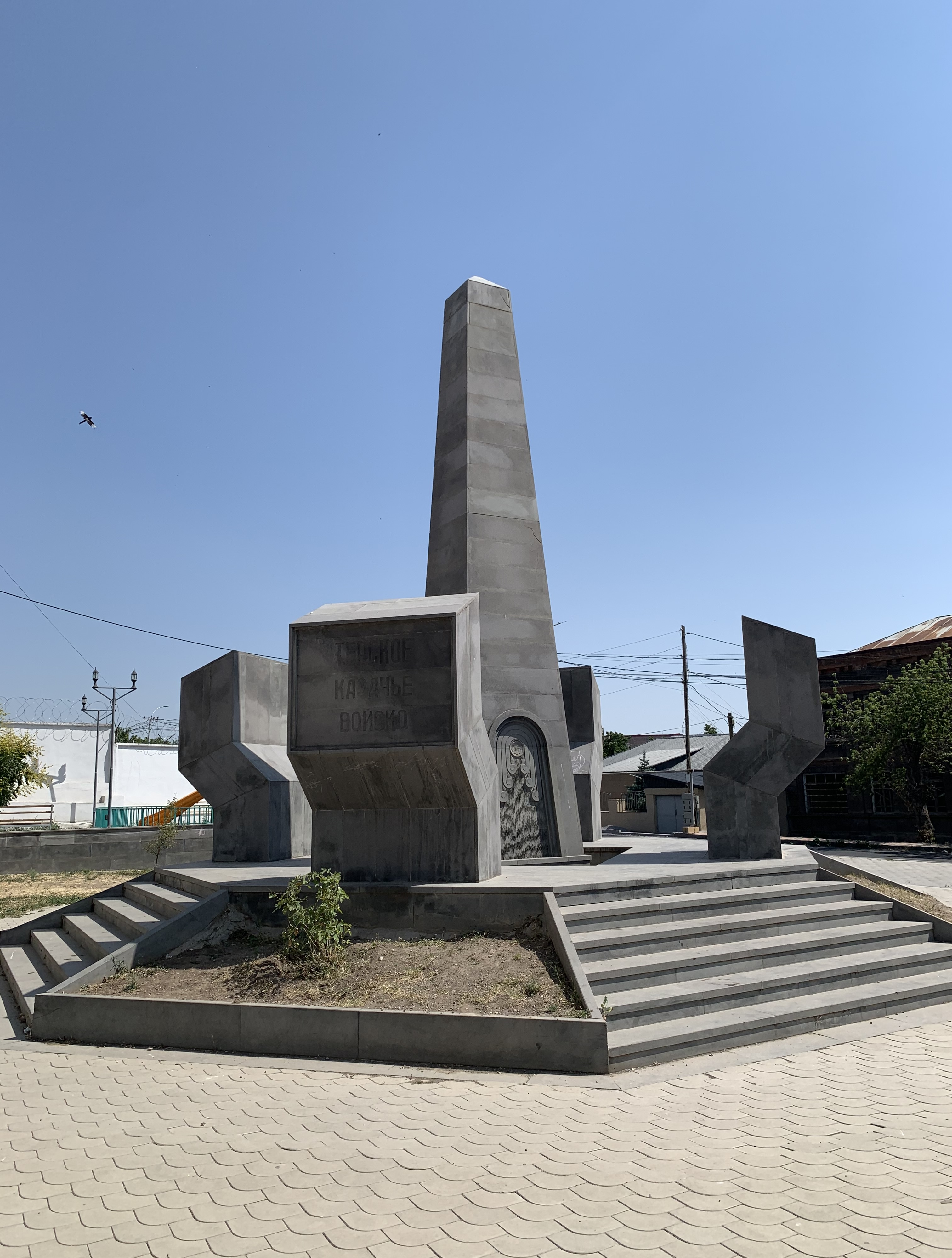
Мемориальный комплекс «Казакам-героям», посвящённый российским казакам — участникам русско-персидских и русско-турецких войн, Ереван
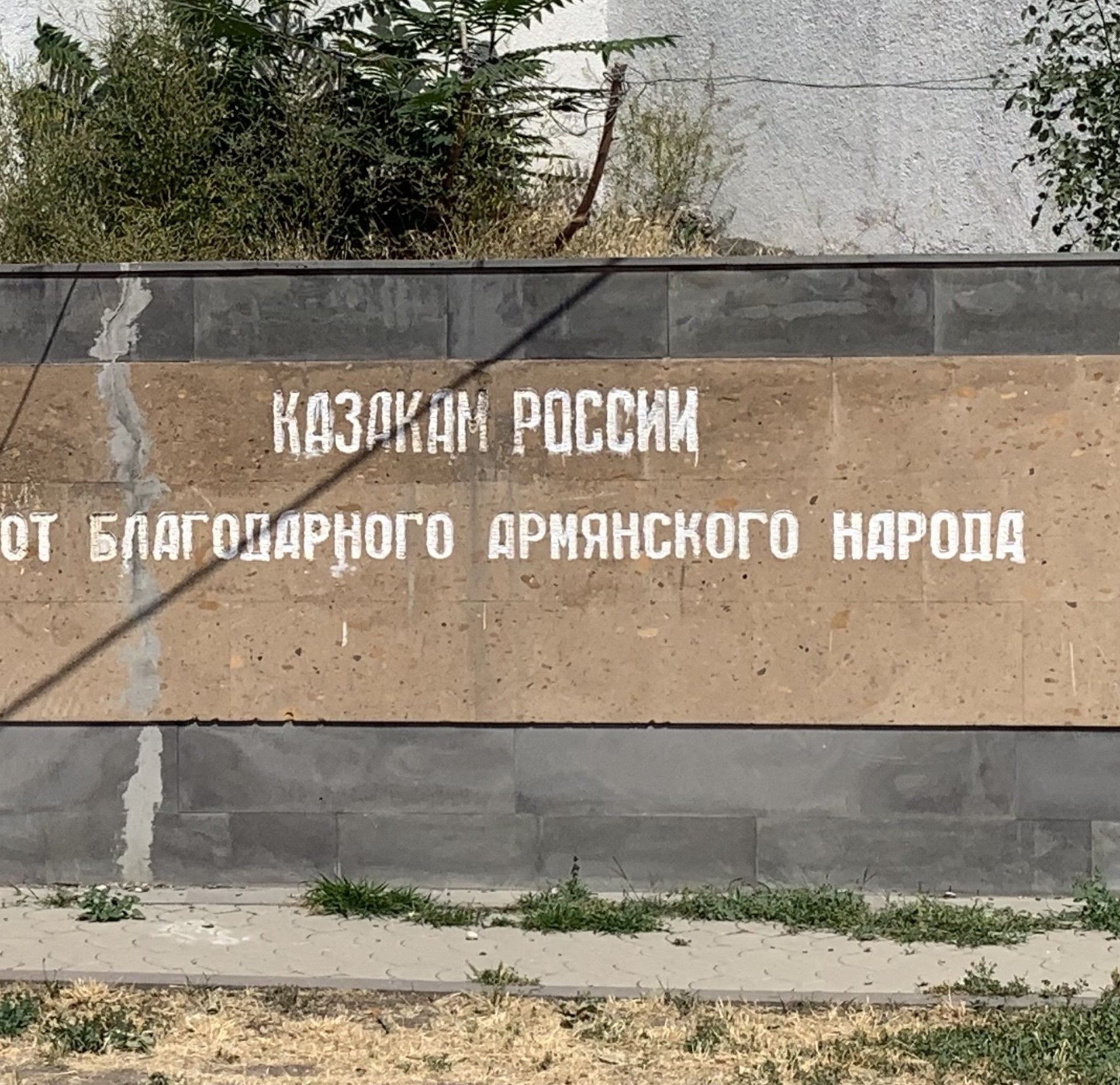
Надпись у мемориального комплекса
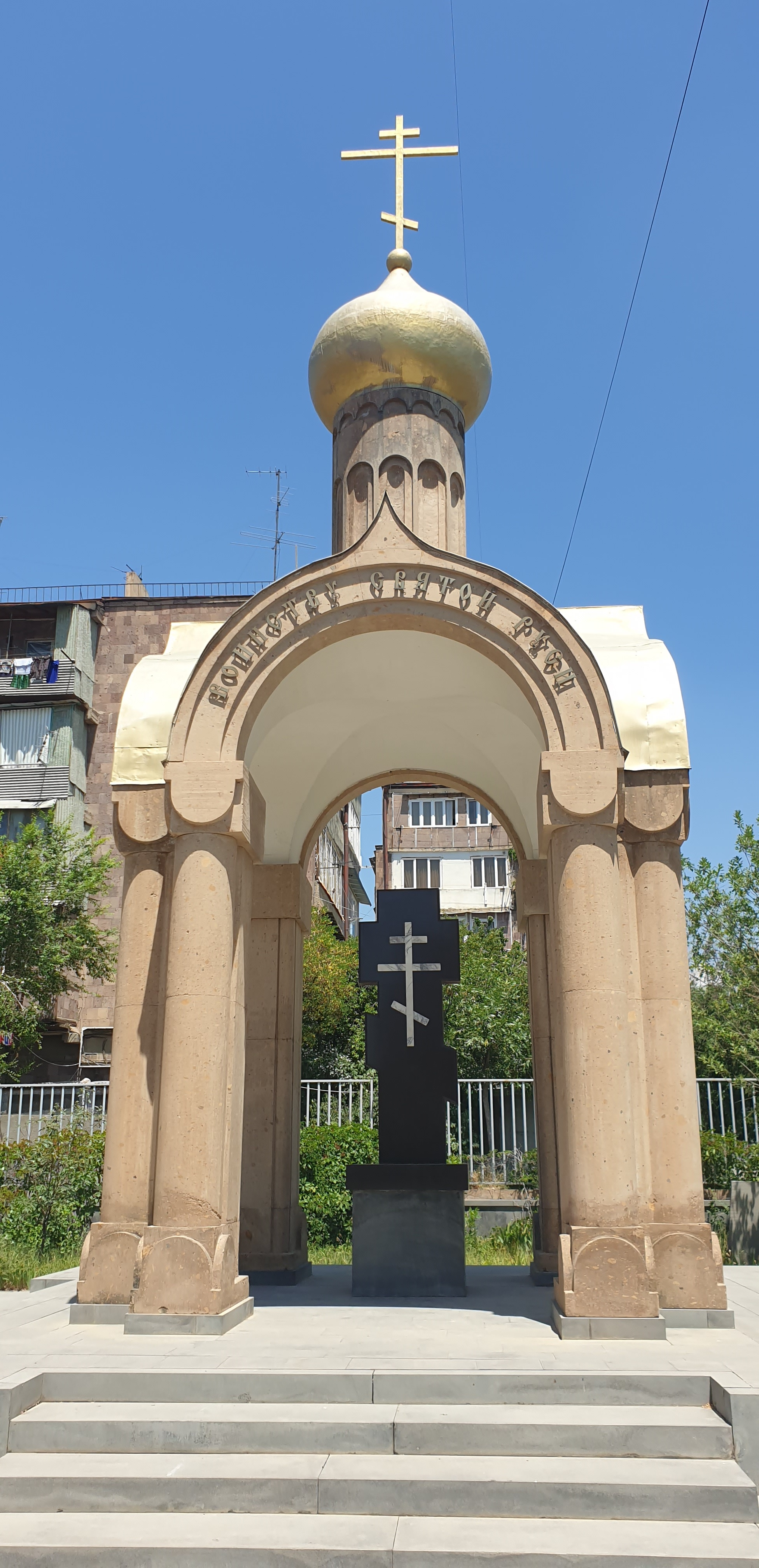
Памятный монумент русским воинам возле Храма Покрова Пресвятой Богородицы в Ереване
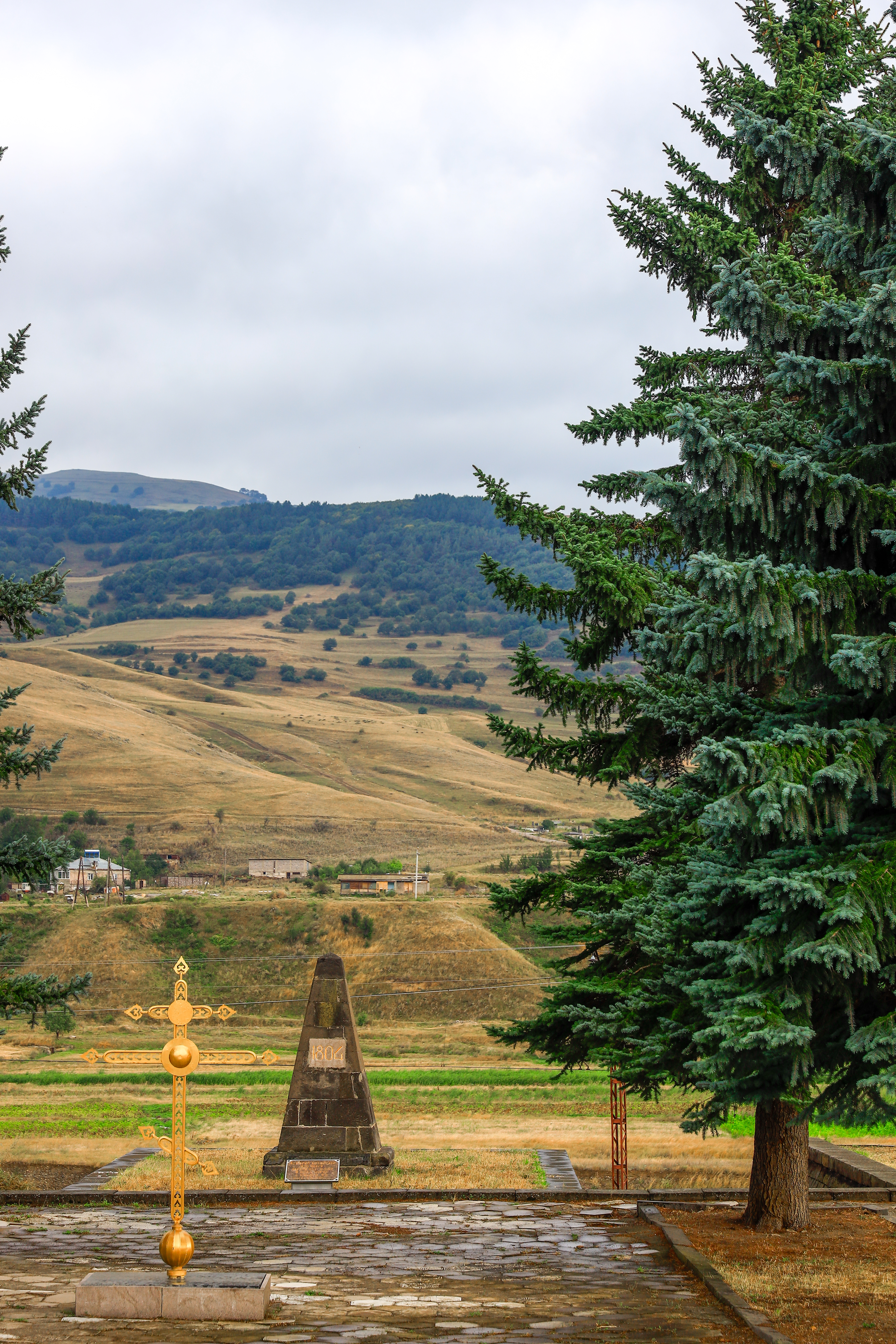
Обелиск и православный крест, посвящённые памяти отряда майора Монтрезора, совершившего героический подвиг в Памбакском сражении. Расположен на 8-м километре трассы Ванадзор–Спитак
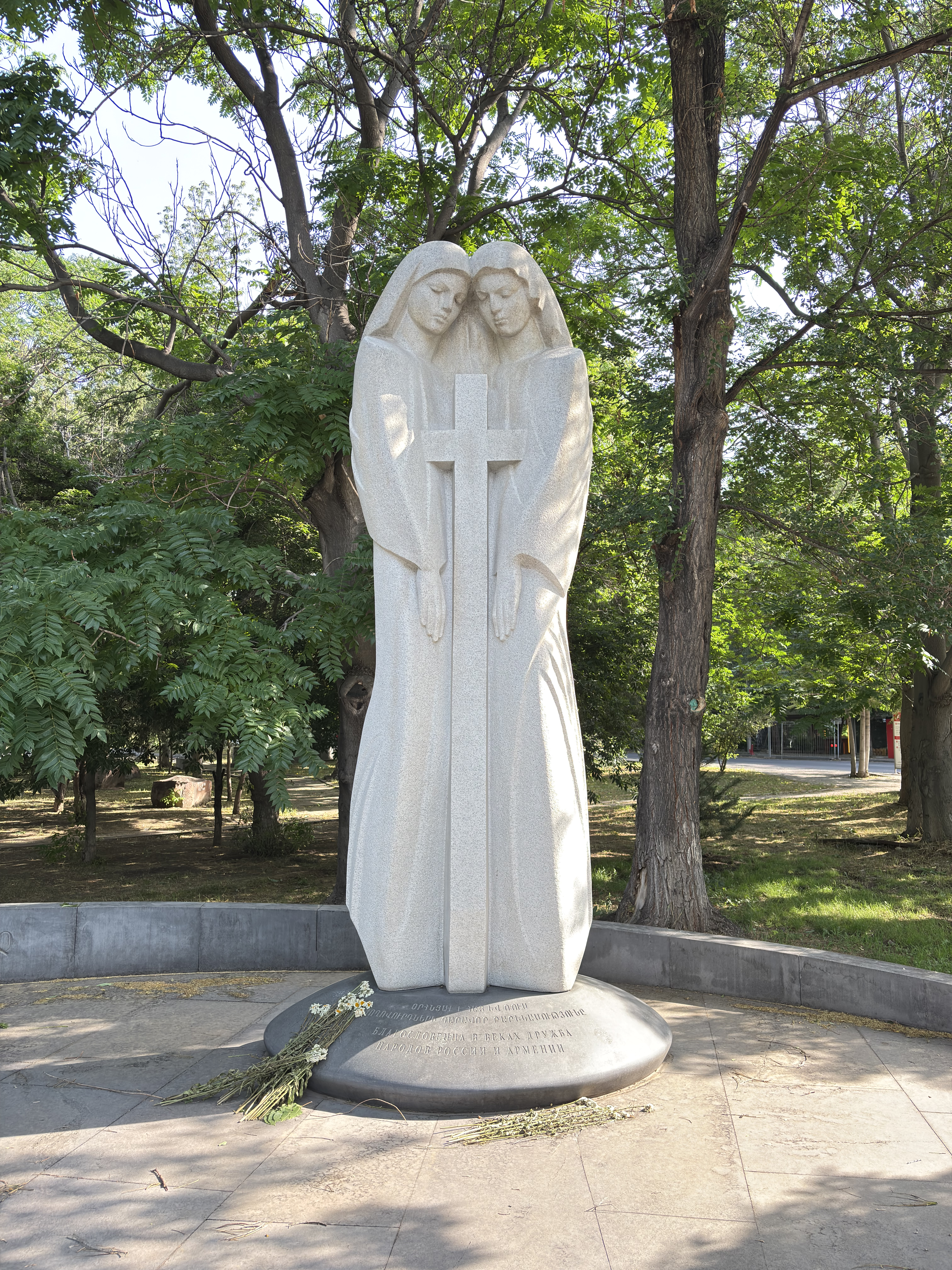
Обелиск «Единый крест» в Ереване
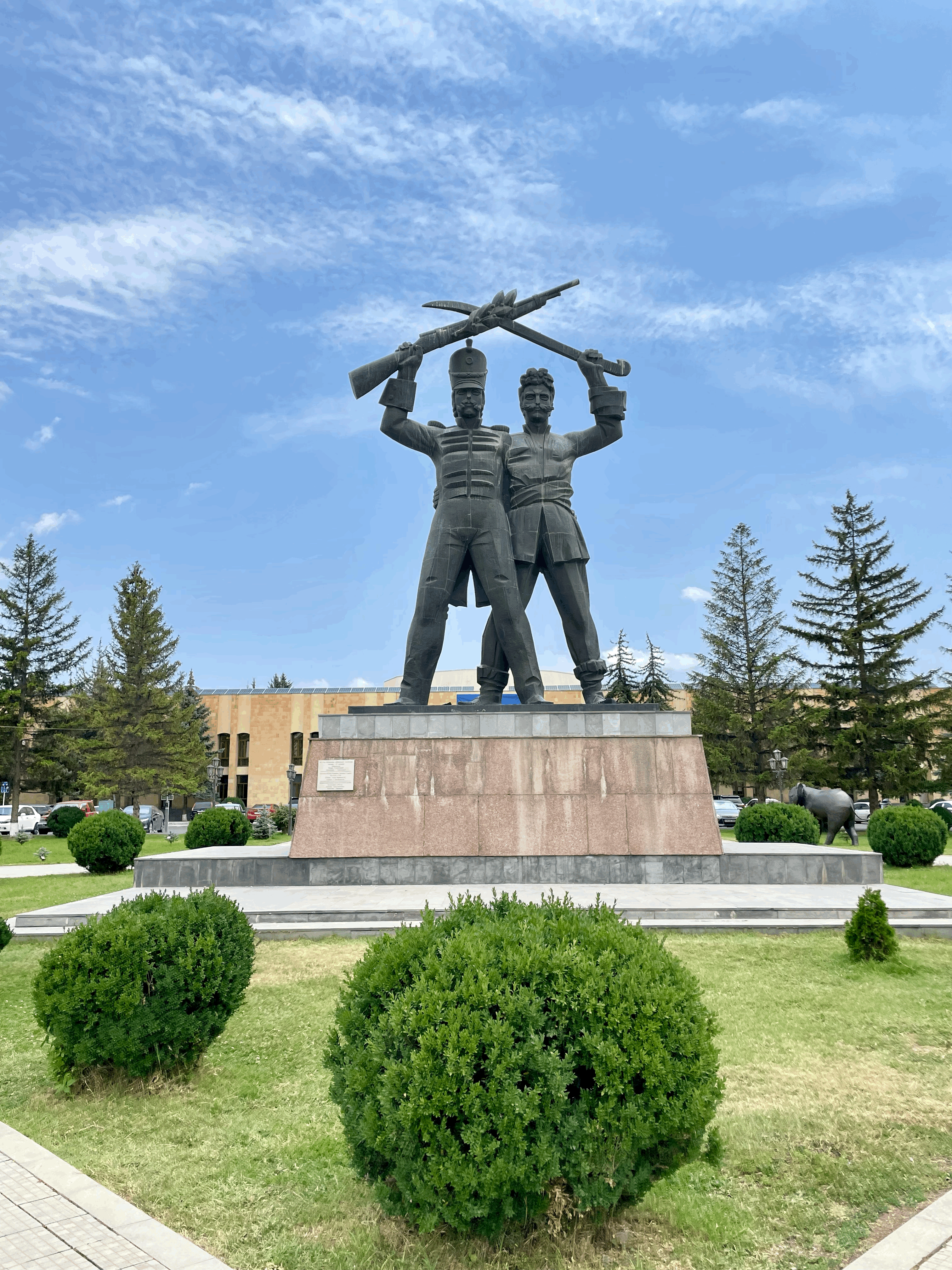
Монумент русско-армянской дружбы, Абовян
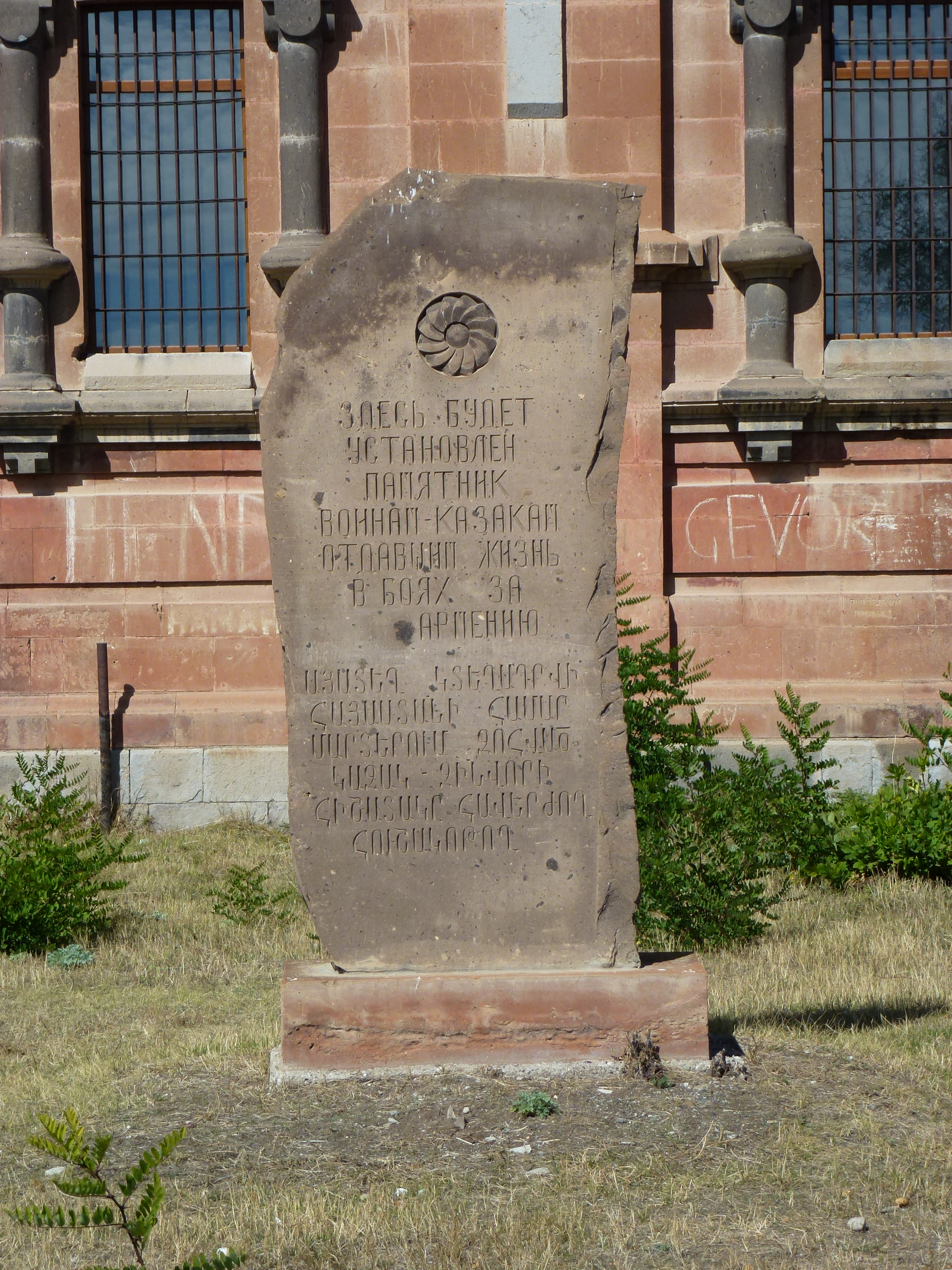
Памятный камень, посвящённый Российским казакам около Храма Святителя Арсения Сербского, Гюмри
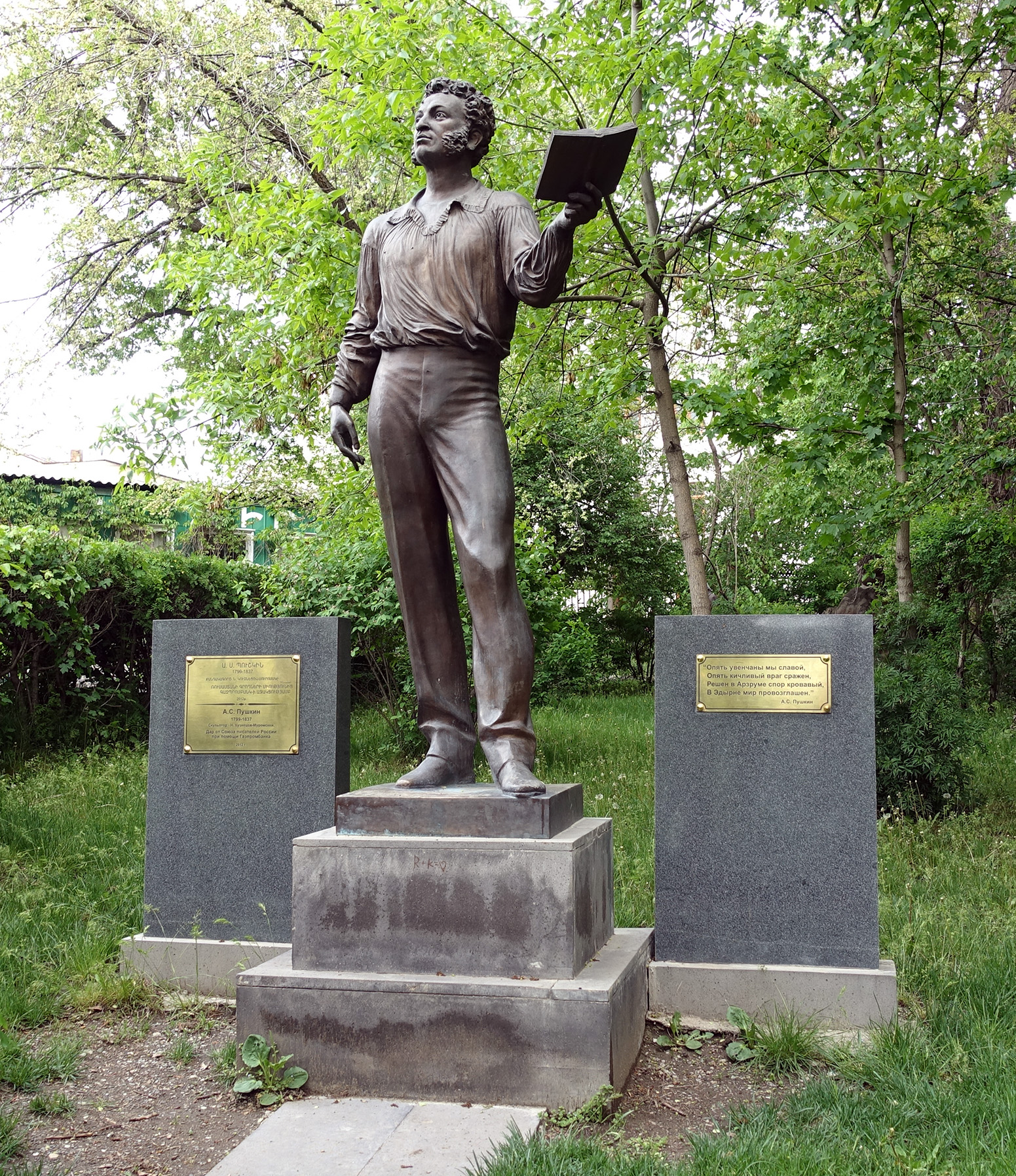
Памятник А. С. Пушкину, Гюмри
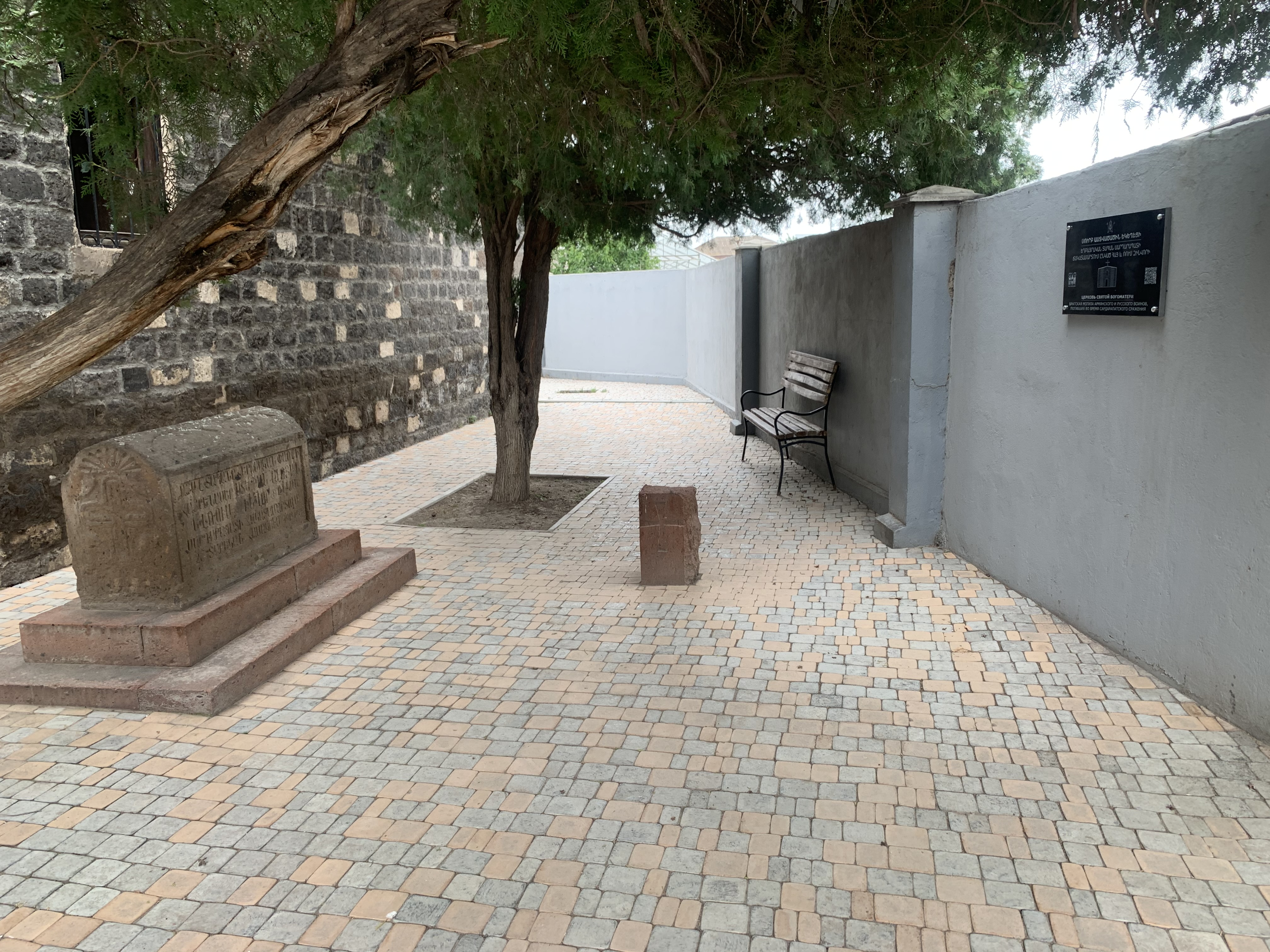
Памятная доска и братская могила русскому и армянскому воинам — участникам Сардарапатского сражения, церковь Святой Богородицы, село Аршалуйс
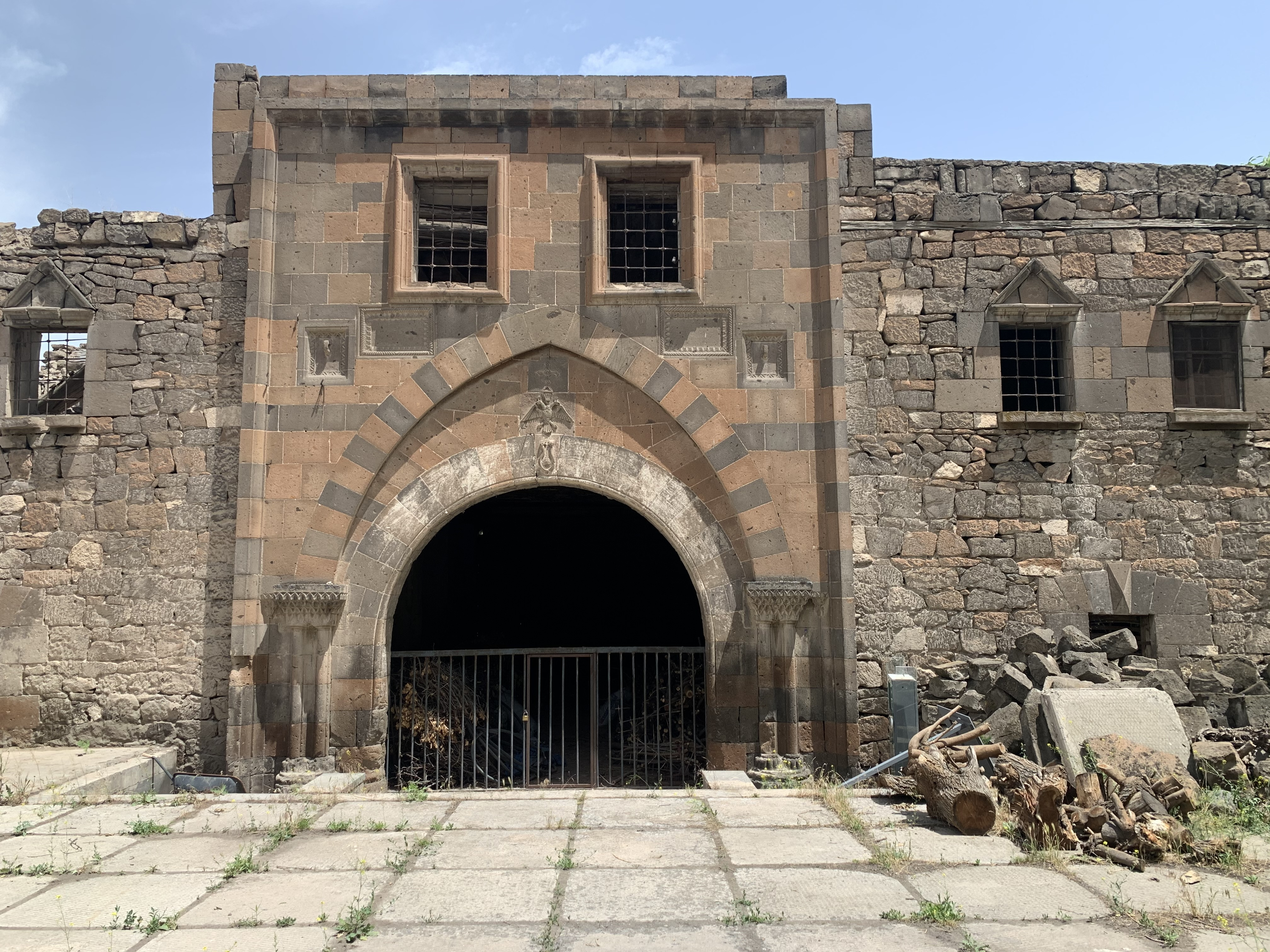
Останки российской военной казармы или постоялого двора начала XIX века на территории церкви Святой Гаяне, Эчмиадзин

## Религия
В 2006 году в Армении действовали пять приходов Майкопской и Адыгейской епархии Русской православной церкви (в городах Ереван и Ванадзор и сёлах с ассирийским, греческим и русским населением Арзни, Димитров, Анкаван и Привольное), в которых служили два священника и один диакон. Православная община насчитывала около 15 тысяч человек, среди которых было много русских. С декабря 2016 года русские православные приходы на территории Армении объединены в благочиние приходов Русской православной церкви в Республике Армения, находящееся в непосредственном ведении патриарха Московского. Главная православная церковь Еревана — храм Покрова Пресвятой Богородицы — была построена в 1913—1916 годах в Канакере, тогдашнем северном предместье Эривани, при размещённом здесь казачьем полку. В советские годы храм был закрыт и использовался в качестве склада, а затем — полкового клуба, и вновь открылся в 1991 году, а в 2000 был воссоздан в первозданном виде. Сохранилась также церковь Николая Чудотворца в селе Амракиц, однако богослужения в ней не проводятся. В Гюмри есть Храм святителя Арсения Сербского на Казачьем посту — самый большой православный храм в Армении, построенный на казённые деньги в 1910 году по типу воинской церкви Фёдора Вержбицкого. Церковь действовала до 1917 года, потом пришла в запустение. В 2010 году по благословению Святейшего Патриарха Московского и всея Руси Кирилла начались восстановительные работы, которые затем были приостановлены. Периодически в храме проводятся службы.
Перепись населения Армении 2011 года показала высокую степень религиозной ассимиляции русской диаспоры: большинство русских указало при переписи свою принадлежность к Армянской апостольской церкви (41,1 % от общей численности); православных было всего 23,5 %, молокан — 23,1 %.

## Участие в общественно-политической жизни
Конституция Армении в редакции 2015 года и Избирательный кодекс закрепляют четыре места в парламенте за четырьмя наиболее многочисленными национальными меньшинствами.
По результатам выборов в Национальное собрание Армении в 2017 году представителем русской диаспоры была избрана Татьяна Григорьевна Микаелян, член партии «Процветающая Армения», в Национальном собрании входила во фракцию Гагика Царукяна, уроженка села Новотроицкое Альметьевского района Татарской АССР.
По итогам досрочных парламентских выборов 2018 года представителем русского населения в Национальном собрании избран Алексей Иванович Сандыков, уроженец Еревана, беспартийный, член фракции «Мой шаг» (2019—2021), затем фракции «Гражданский договор» (после досрочных парламентских выборов 2021 года).
Также действует благотворительный фонд "Этос", основанный россиянами в 2022 г., и сосредоточенный на помощи беженцам из различных стран мира, пострадавшим от боевых действий; экологическое движение «Green Green»